# Саллустиано

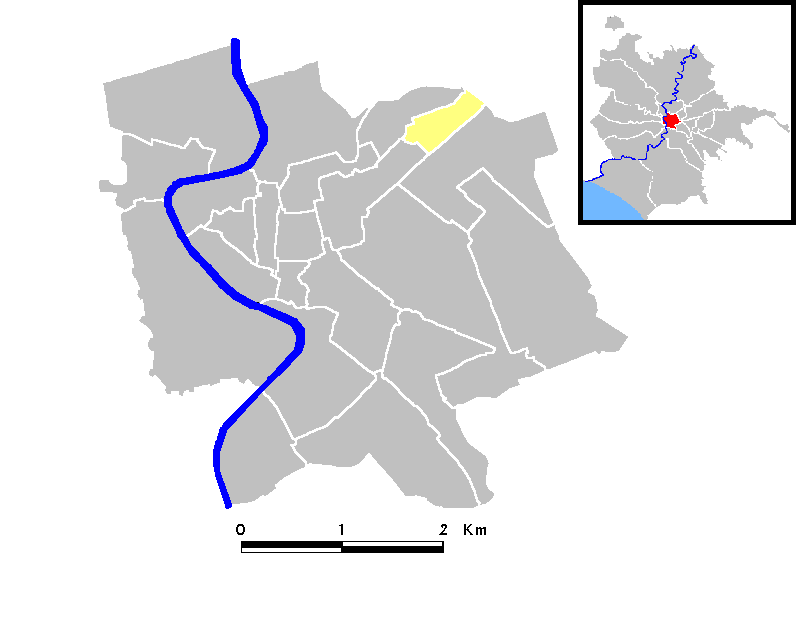
Саллюстиано

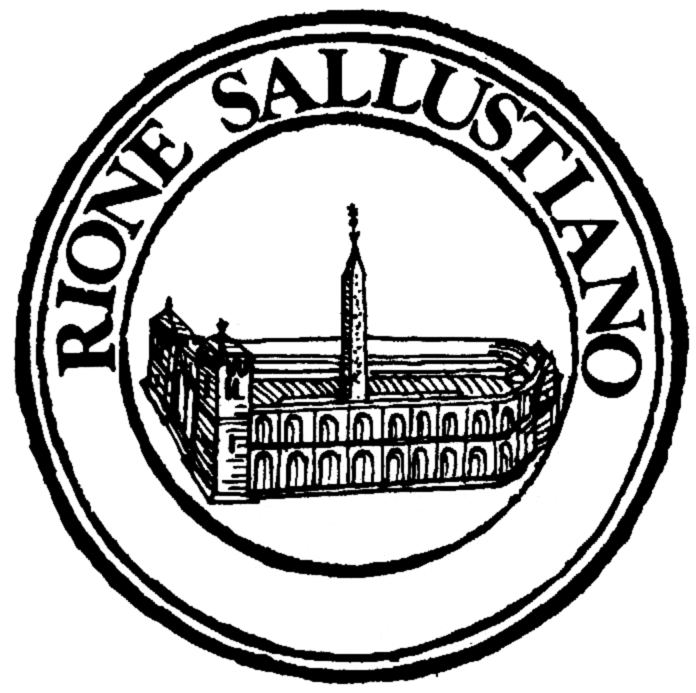
Герб Саллюстиано

Санта-Мария-делла-Витториа

Саллустиано (итал. Sallustiano) — XVII район (Rione) Рима.

## Положение
Район Саллустиано расположен к северу от холма Квиринал. На карте район имеет форму четырёхугольника, ограниченного улицами Corso Italia, Via Boncompagni, Via XX Settembre и Via Leonida Bessolati.

## История
Во времена древнего Рима здесь располагались сады знатных семей Лукулла и Саллюстия. По имени последних и было дано современное название району. В 1887 году на этом месте начал строиться новый район, центром которого стала площадь Саллустио (Piazza Sallustio). 

## Достопримечательности
- Площади:
  - Площадь Саллустио;
- Сады Саллюстия;
- Порта Салария;
- Церкви:
  - Сан-Камилло-де-Леллис;
  - Санта-Мария-делла-Виттория.